# 宇治茶 (映画監督)
宇治茶（うじちゃ、1986年〈昭和61年〉9月2日 - ）は、日本の映画監督・イラストレーター。吉本興業所属（文化人枠）。元・嵯峨美術大学芸術学部非常勤講師。

## 来歴
京都府宇治市出身。京都嵯峨芸術大学芸術学部観光デザイン科卒業。　大学4年の卒業制作時に映画作品を渉猟する中で『妖怪伝 猫目小僧』（1976年・テレビ東京放映）に出会い、「ゲキメーション」という映像表現に衝撃を受け卒業制作の題材に決定した。　
その後、2009年（平成21年）3月の卒業制作展にて初のゲキメーション作品となる『RETNEPRAC2』を発表。続いて2010年（平成22年）8月には、「妖怪藝術団体 百妖箱」が主催した第4回作品展「妖怪藝術展 ～ばけてん～」でショートムービー『宇宙妖怪戦争』を発表した。この2作品がきっかけとなり、2011年（平成23年）から『燃える仏像人間』の制作に着手した。『燃える仏像人間』はその才能を高く評価していた京都嵯峨芸術大学芸術学部客員教授の安斎レオが原作・プロデューサーを務め、制作期間1年半を経た2013年（平成25年）に全国公開された。この年に開催された文化庁メディア芸術祭のエンターテインメント部門で優秀賞を受賞し頭角を現すと、2014年（平成26年）には吉本興業（文化人枠）の所属となり、更に2016年（平成28年）には母校・京都嵯峨芸術大学芸術学部の非常勤講師に就任。極めて数少ないゲキメーション作家として後進の指導に当たった。
2019年（令和元年）、世界初の全編ゲキメーション長編映画となる『バイオレンス・ボイジャー』が全国公開され、世界各国の映画祭に正式出品されると数多くの賞を受賞した。　自身も映画監督でありこの作品にナレーションとして特別出演した松本人志は、宇治茶について“「特別な能力が備わった少年」のような感じがする人”と評している。　このような一連の活躍により作品の認知度が高まる中、独自の作風に着目した映画監督・豊島圭介からのアプローチを承ける形で、2020年（令和2年）にテレビ朝日で放映された『妖怪シェアハウス』の昔話パートを担当した。 また同年中にはオープニングとエンディングの映像を担当したNHK Eテレのアニメ『ふしぎ駄菓子屋 銭天堂』が放映されるなど、その作品がテレビを通じて認知されるようになった。更に2022年（令和4年）には『妖怪シェアハウス』の第2シリーズである『妖怪シェアハウス -帰ってきたん怪-』が放映され、同年6月には映画『妖怪シェアハウス -白馬の王子様じゃないん怪-』が全国公開されるなど、ゲキメーション作家の第一人者として活躍している。
なお宇治茶は、ゲキメーションの魅力について次のように述べている。

## 略歴
- 1986年（昭和61年）- 9月2日、京都府京都市に生まれる。
- 1989年（平成元年）- 京都府宇治市に引っ越す。
- 2009年（平成21年）- 京都嵯峨芸術大学 卒業。卒業制作展にて初のゲキメーション作品となる『RETNEPRAC2』を発表。
- 2010年（平成22年）- ショートムービー『宇宙妖怪戦争』を発表。大将軍商店街「一条妖怪ストリート」で開催された「妖怪藝術展 ～ばけてん～」にて公開される。
- 2013年（平成25年）- 映画『燃える仏像人間』が全国公開。文化庁メディア芸術祭のエンターテインメント部門で優秀賞を受賞。
- 2014年（平成26年）- 吉本興業（文化人枠）に所属。
- 2016年（平成28年）- 嵯峨美術大学芸術学部の非常勤講師に就任。（～2018年）
- 2019年（令和元年）- 映画『バイオレンス・ボイジャー』が全国公開。多数の国際映画祭に正式出品し数々の賞を受賞。
- 2020年（令和２年）- テレビ朝日『妖怪シェアハウス』・NHK Eテレ『ふしぎ駄菓子屋 銭天堂』が放映。
- 2022年（令和４年）- テレビ朝日『妖怪シェアハウス -帰ってきたん怪-』が放映、映画『妖怪シェアハウス -白馬の王子様じゃないん怪-』が全国公開。
- 2023年（令和５年）- 個展「けだらけ。」を開催。（名古屋市 Theater Cafe）

## 作品

### 映画
※監督作のみ太字
| 公開年月日 | 公開年月日 | 作品名                                                     | 制作（配給）                                      | 担当                                               |
| ---------- | ---------- | ---------------------------------------------------------- | ------------------------------------------------- | -------------------------------------------------- |
| 2009年     | 3月        | RETNEPRAC2                                                 | 自主制作 （京都嵯峨芸術大学 卒業制作）            | 監督・脚本・キャラクターデザイン・作画・撮影・編集 |
| 2010年     | 8月        | 宇宙妖怪戦争                                               | 自主制作 （京都嵯峨芸術大学 妖怪藝術団体 百妖箱） | 監督・脚本・キャラクターデザイン・作画・撮影・編集 |
| 2013年     | 5月18日    | 燃える仏像人間                                             | ムービーファクトリー （インターフィルム）         | 監督・脚本・キャラクターデザイン・作画・撮影・編集 |
| 2014年     | 3月1日     | オムニバス作品「フールジャパン ABC・オブ・鉄ドン」 TEMPURA | 自主制作 （ゆうばり国際ファンタスティック映画祭） | 監督・脚本・キャラクターデザイン・作画・撮影・編集 |
| 2019年     | 5月24日    | バイオレンス・ボイジャー                                   | 吉本興業 （KATSU-do）                             | 監督・脚本・キャラクターデザイン・作画・撮影・編集 |
| 2022年     | 6月17日    | 妖怪シェアハウス -白馬の王子様じゃないん怪-                | 角川大映スタジオ （東映）                         | 作画・撮影・編集（昔話パート）                     |
| 2022年     | 8月26日    | 激怒                                                       | インターフィルム （インターフィルム）             | 作画・撮影・編集（特別映像）                       |
| 2023年     | 11月24日   | Pasiri                                                     | イクチオステガ （神戸インディペンデント映画祭）   | 撮影・編集                                         |

### テレビ
| 期間         | 期間          | 番組名                            | 制作（放送局）                                                         | 担当                                                   |
| ------------ | ------------- | --------------------------------- | ---------------------------------------------------------------------- | ------------------------------------------------------ |
| 2020年8月1日 | 2020年9月19日 | 妖怪シェアハウス                  | 角川大映スタジオ （テレビ朝日）                                        | 作画・撮影・編集（昔話パート）                         |
| 2020年9月8日 |               | ふしぎ駄菓子屋 銭天堂             | 東映アニメーション → カナバングラフィックス → ぎゃろっぷ （NHK Eテレ） | 作画・撮影・編集（オープニング＆エンディング映像）     |
| 2022年4月9日 | 2022年6月4日  | 妖怪シェアハウス -帰ってきたん怪- | 角川大映スタジオ （テレビ朝日）                                        | 作画・撮影・編集（昔話パート）                         |
| 2024年5月4日 | 2024年5月4日  | 霊験お初 ～震える岩～             | 東映 （テレビ朝日）                                                    | 作画・撮影・編集（オープニング＆ゲキメーションパート） |

### イラスト
- 「ニッポン仏教夜話」2010 ～それでも輪廻は廻っている～　ポスター（2010年）
- ゆうばり国際ファンタスティック映画祭2018　キービジュアル（2018年）

### デザインワーク
- 嵯峨野戦隊アラシヤマン（2006年・京都府京都市右京区）[6]
- 新京極公園 喫煙所パーティション　ウォールアート（2022年・京都府京都市中京区）[7]

### 著作
- 宇治茶「Chapter15：ゲキメーションで表現する『燃える仏像人間』『バイオレンス・ボイジャー』を例に」『メディア・コンテンツ・スタディーズ』、ナカニシヤ出版、2020年7月、ISBN 9784779512841。[注 5]

## 出品歴
| 年     | 作品                         | 映画祭                                        | 受賞           |
| ------ | ---------------------------- | --------------------------------------------- | -------------- |
| 2013年 | 『燃える仏像人間』           | 文化庁メディア芸術祭 エンターテインメント部門 | 優秀賞         |
| 2013年 | 『燃える仏像人間』           | ゆうばり国際ファンタスティック映画祭          |                |
| 2013年 | 『燃える仏像人間』           | チョンジュ国際映画祭                          |                |
| 2013年 | 『燃える仏像人間』           | ニッポン・コネクション                        |                |
| 2013年 | 『燃える仏像人間』           | アニローグ国際アニメーション映画祭            |                |
| 2014年 | 『燃える仏像人間』           | 大阪アジアン映画祭 インディ・フォーラム部門   |                |
| 2014年 | 『燃える仏像人間』           | 沖縄国際映画祭                                |                |
| 2014年 | 『TEMPURA』                  | ゆうばり国際ファンタスティック映画祭          |                |
| 2018年 | 『バイオレンス・ボイジャー』 | ニッポン・コネクション                        |                |
| 2018年 | 『バイオレンス・ボイジャー』 | リマ国際インディペンデント映画祭              |                |
| 2018年 | 『バイオレンス・ボイジャー』 | ファンタジア映画祭 アニメ部門                 | 銅賞・観客賞   |
| 2018年 | 『バイオレンス・ボイジャー』 | ジャパン・カッツ                              |                |
| 2018年 | 『バイオレンス・ボイジャー』 | リスボン国際ホラー映画祭                      |                |
| 2018年 | 『バイオレンス・ボイジャー』 | エトランジェ映画祭                            |                |
| 2018年 | 『バイオレンス・ボイジャー』 | オースティンファンタスティック映画祭          |                |
| 2018年 | 『バイオレンス・ボイジャー』 | 京都国際映画祭                                |                |
| 2018年 | 『バイオレンス・ボイジャー』 | イサカ国際ファンタスティック映画祭            |                |
| 2018年 | 『バイオレンス・ボイジャー』 | ウトピアル 宇治茶監督特集上映                 |                |
| 2018年 | 『バイオレンス・ボイジャー』 | モルビド映画祭                                |                |
| 2018年 | 『バイオレンス・ボイジャー』 | デンバー映画祭                                |                |
| 2018年 | 『バイオレンス・ボイジャー』 | テッサロニキ国際映画祭                        |                |
| 2018年 | 『バイオレンス・ボイジャー』 | リーズ国際映画祭                              |                |
| 2018年 | 『バイオレンス・ボイジャー』 | バリードアライブ映画祭                        | WTF⁈⁈ アワード |
| 2018年 | 『バイオレンス・ボイジャー』 | ファイブフレーバーズアジアン映画祭            |                |
| 2018年 | 『バイオレンス・ボイジャー』 | マラガファンタスティック映画祭                |                |
| 2018年 | 『バイオレンス・ボイジャー』 | ヴォイド国際アニメーション映画祭              |                |
| 2018年 | 『バイオレンス・ボイジャー』 | ブエノスアイレス国際インディペンデント映画祭  | 審査員特別賞   |
| 2019年 | 『バイオレンス・ボイジャー』 | 京まちなか映画祭                              |                |

## 上映会・作品展
| 開催年月日 | 開催年月日      | 開催名                                                     | 会場                                 |
| ---------- | --------------- | ---------------------------------------------------------- | ------------------------------------ |
| 2010年     | 8月             | 第4回作品展「妖怪藝術展 ～ばけてん～」（『宇宙妖怪戦争』） | 大将軍商店街「一条妖怪ストリート」   |
| 2013年     | 5月23日         | 『燃える仏像人間』試写会                                   | 京都嵯峨芸術大学AVホール             |
| 2014年     | 9月13日-21日    | 「宇治茶監督作品映画『燃える仏像人間』展」                 | 京都市立芸術大学ギャラリー@KCUA      |
| 2016年     | 2月27日         | 「夜の昆虫映画ひみつ上映会」（『TEMPURA』）                | 京都みなみ会館                       |
| 2019年     | 4月26日-5月19日 | 「バイオレンス・ボイジャー 宇治茶監督展」                  | 大阪 LAUGH & PEACE ART GALLERY OSAKA |
| 2021年     | 11月11日-23日   | 宇治茶監督ドローイング展「スナック破獄」                   | 大阪 LAUGH & PEACE ART GALLERY OSAKA |
| 2022年     | 4月9日-17日     | 「宇治茶の部屋」                                           | 大阪 LAUGH & PEACE ART GALLERY OSAKA |
| 2023年     | 7月7日-10日     | 個展「けだらけ。」                                         | 名古屋 Theater Cafe                  |